# 林小明 (1962年)
林小明（Daneil Shiu-ming LAM，1962年—），廣東人，出生香港，制片人。現任寰宇國際（1046.HK）集團主席兼執行董事。2002年，获香港工業總會颁发香港青年工業家獎。

## 人生履历
1962年 香港出生

1984年 在成立寰宇國際之前，他先後做鐳射影碟售貨員。

1986年 林小明和配偶趙雪英女士創立寰宇國際。

1999年 成功把寰宇國際在香港交易所上市。

1999年 成立寰宇國際旗下之寰宇音樂。

## 获得荣誉
2002年，获香港工業總會颁发香港青年工業家獎

## 相关人物
- 林小強，林小明胞弟

## 外部連結
- 林 小 明 的 逆 市 上 位 五 招